# Borderlands 3
Borderlands 3 es un videojuego de disparos en primera persona con elementos de rol, se trata de la secuela del videojuego de 2012, Borderlands 2. Fue desarrollado por Gearbox Software y distribuido por 2K Games para las plataformas Google Stadia, Microsoft Windows, PlayStation 4, Xbox One, PC y Nintendo Switch. Se confirmó una adaptación a Google Stadia para una fecha de lanzamiento posterior.

## Jugabilidad
Borderlands 3 es un videojuego de disparos en primera persona impulsado por las Recompensas (videojuegos). Los jugadores, ya sea jugando solos o en grupos de hasta cuatro personas, ponen a su disposición a un personaje de una de las cuatro clases y asumen varias misiones impartidas por personajes no jugables (PNJ) y en los tableros de recompensas para ganar experiencia, dinero en el videojuego, recompensas y artículos de recompensa. Los jugadores también pueden obtener estos elementos al derrotar a los enemigos durante todo el juego. A medida que el jugador gana nivel, gana puntos de habilidad para asignar a través de un árbol de habilidades. El videojuego presenta cuatro nuevos personajes jugables: Amara, una "sirena" que convoca puños etéreos; Moze, una joven "Artillera" que monta el mega robot llamado Oso de Hierro; Zane, un "Operativo" con una variedad de artilugios; y FL4K, un robot "Maestro de las bestias" que convoca criaturas para ayudar en las peleas. A diferencia de los videojuegos anteriores de Borderlands donde cada personaje tenía una sola habilidad única que opera en un tiempo de reutilización, cada personaje en el nuevo videojuego puede desbloquear tres habilidades únicas, aunque solo una (o en el caso de Zane, dos) puede equiparse a la vez, ampliando en gran medida el número de posibles construcciones de personajes que un jugador puede hacer.
Borderlands 3 comparte el mismo bucle central con juegos anteriores en torno a asumir misiones, derrotar enemigos y obtener botín de enemigos caídos o cofres especiales, la mayoría de las veces en forma de armas generadas por procedimientos para variar en daño, alcance, capacidad de munición y otros especiales ventajas, dando al videojuego "más de mil millones de armas". Las ventajas pueden incluir efectos elementales, como dañar a los enemigos con fuego, hielo o electricidad, o pueden tener un comportamiento de disparo alternativo, entre otras diferencias visuales. En Borderlands 2, algunas armas tenían un elemento "slag", que cubría al enemigo por un corto período y los hacía extremadamente vulnerables a un ataque elemental posterior de un elemento diferente. Las armas de slag han sido reemplazadas por la radiación; el recubrimiento y la vulnerabilidad posterior siguen siendo los mismos que el slag, pero el daño por radiación también dañará a los enemigos con el tiempo por sí solo y puede extenderse potencialmente a otros enemigos. La fabricación de armas en el videojuego también juega un papel más importante en el tipo de ventajas que puede tener un arma. Las armas Tediore se pueden lanzar cuando están vacías y crear efectos adicionales, mientras que Maliwan puede tener escudos que absorben el daño y lo usan para otros fines como la curación. Otros artículos generados al azar incluyen modificadores de clase, modificadores de granada y kits de escudos. Al jugar con otros, en Borderlands 3 el botín se puede generar en una base por servidor, lo que significa que los jugadores deben dividir el botín, pero nuevos en la serie, los jugadores también pueden generar un botín en función de cada jugador para que cada jugador gane el mismo botín, escalado para su nivel de personaje. Esta opción también existe para los enemigos vistos en el juego; de forma predeterminada, los enemigos solo escalan con el nivel del personaje jugador que está operando el servidor, pero cuando está habilitado, cada jugador ve enemigos que coinciden con sus niveles individuales.
Además de las habilidades y armas de los personajes, los personajes jugadores tienen nuevas maniobras y habilidades de combate, como el deslizamiento agachado influenciado por el mecánico en Titanfall y Apex Legends, y el montaje en la pared para escalar en alturas cortas. Los jugadores pueden cubrirse detrás de barreras cortas que pueden ser destruidas después de un ataque continuo con armas.
Mientras el videojuego comienza en el planeta Pandora, el jugador desde el principio obtiene acceso a una nave espacial, la Santuario III, que sirve como un lugar central entre las misiones, y se utiliza para establecer destinos para nuevos planetas donde se han identificado posibles Bóvedas. Mientras están a bordo del Santuario III, los jugadores pueden administrar su inventario, recuperar las armas que habían dejado en el campo, comprar nuevas armas y mejoras, y asumir misiones opcionales. Borderlands 3 tendrá integración con las transmisiones de Twitch ; los espectadores podrán explorar el inventario y el árbol de habilidades del transmisor, y los cofres especiales en el videojuego ofrecerán la oportunidad de que los espectadores reciban la misma arma/objeto que la transmisión encuentra a través de un Código de Cambio que pueden ingresar en su propio juego, escalado apropiadamente para el nivel de su personaje.
El director creativo de Gearbox, Paul Sage, estimó que los jugadores pasarán aproximadamente 35 horas a través de la línea de búsqueda principal junto con algunas misiones secundarias.

## Argumento
Siete años después de la muerte de Jack el Guapo y la caída de Hyperion, los antagonistas del videojuego Troy y Tyreen Calypso se enteran de otras Cámaras más allá del planeta Pandora, y forman un culto violento llamado "Hijos de la cámara" para tomar posesión de ellos. Lilith, un personaje que hace aparición en los anteriores juegos de la saga, recluta a nuevos "busca camaras" para ayudar a detener a los gemelos Calypso. Muchos personajes de juegos anteriores de Borderlands regresarán, incluidos los del videojuego derivado Tales from the Borderlands.

## Desarrollo
Borderlands 3 está siendo desarrollado conjuntamente por los estudios de Gearbox en Texas y Quebec. Gearbox había terminado Borderlands y su secuela consecutivamente, dejando el estudio algo agotado en la franquicia. Para intentar hacer algo diferente, Gearbox cambió el trabajo a Battleborn con la bendición de 2K Games, como un medio para refrescarse. Battleborn no fue un gran éxito, en parte al verse eclipsado por el lanzamiento de Overwatch en el mismo mes, pero Gearbox no se desanimó por esto. Según el director de arte Scott Kester, mientras desarrollaban Battleborn, obtuvieron varias ideas sobre cómo tomar el próximo videojuego de Borderlands, y muchos del equipo, tan pronto como Battleborn estuvo completo, comenzaron a desarrollar estas ideas para Borderlands 3.
Gearbox Quebec emprendió el desarrollo de Borderlands 3 como su primera asignación, y dijo que lo hacían sin horas extras obligatorias (" crisis "). El videojuego se anunció con un avance en PAX East el 28 de marzo de 2019. El avance recibió críticas mixtas por parte de sitios web de videojuegos, algunos de los cuales lo caracterizaron por su apariencia y contenido demasiado similar a las entradas anteriores en la serie como Borderlands 2.
Para ayudar a cerrar la brecha entre Borderlands 2 y Tales from the Borderlands a Borderlands 3, Gearbox lanzó un nuevo DLC para Borderlands 2, "Commander Lilith & the Fight for Sanctuary", en junio de 2019, que es gratis por un tiempo limitado para los propietarios actuales de Borderlands 2.
El lanzamiento del videojuego está programado para la PlayStation 4, Xbox One y Microsoft Windows el 13 de septiembre de 2019. Si bien el videojuego no contará con un videojuego multiplataforma en el lanzamiento, Gearbox está buscando agregar esta función después del lanzamiento. Se lanzarán cuatro versiones diferentes del juego, con varios complementos, a diferentes puntos de precio, incluidas las bonificaciones físicas.
Varios actores de doblaje volverán a interpretar sus papeles, incluidos Ashly Burch como Tiny Tina y Chris Hardwick como Vaughn de Tales from the Borderlands. La refundición de otros actores de voz causó cierta controversia. El CEO de Gearbox, Randy Pitchford, se peleó en Twitter con los actores de voz Troy Baker (Rhys) y David Eddings (Claptrap) sobre las razones por las cuales ambos no fueron retenidos para expresar su antiguo personaje nuevamente. Eddings dijo que había sido acosado y agredido físicamente por su antiguo jefe Pitchford. Baker y Eddings fueron reemplazados por Ray Chase como Rhys y Jim Foronda como Claptrap. Ice-T expresa un personaje llamado Balex, una inteligencia artificial atrapada en el cuerpo de un oso de peluche.
En junio de 2019, Gearbox invitó a Trevor Eastman, un fanático de la serie con cáncer terminal, a jugar una versión preliminar del juego. Le dejaron nombrar un arma, el "Trevonator", que aparecerá en el videojuego.

## Recepción
El lanzamiento de Borderlands 3 en Windows será exclusivo para Epic Games Store durante seis meses. La insatisfacción de los fanáticos con este acuerdo de exclusividad condujo a un bombardeo de revisión de los juegos de Borderlands en Steam. En Valve, los operadores de Steam, utilizaron sus nuevos procesos para combatir el bombardeo de revisión por primera vez para suprimir las críticas negativas en los juegos de Borderlands como resultado.
En agosto de 2019, 2K Games y su empresa matriz Take-Two Interactive enviaron investigadores privados a la casa de un YouTuber, SupMatto. Take-Two dijo que había permitido a los usuarios acceder, por una tarifa, a videos de juegos no públicos de Borderlands 3, lo que negó. 2K calificó sus acciones de necesarias para proteger sus secretos comerciales. En respuesta, las llamadas para un boicot del videojuego comenzaron a ser tendencia en Twitter.